# Palacio de Villahermosa (Huesca)
El palacio de Villahermosa o casa de los condes de Guara de la ciudad aragonesa de Huesca (España) insertado en el casco antiguo de la ciudad, tiene una posición privilegiada que hace de él un elemento urbano singularmente encajado, en el eje que arranca de la plaza López Allué y desemboca en la plaza de Navarra. Actualmente sirve como centro cultural, propiedad de Ibercaja.

## Arquitectura
El palacio de Villahermosa es de factura típica renacentista aragonesa del siglo XVII, construido con ladrillo, gran fachada principal y tres plantas. Se trata de un edificio que no se ve afectado por la angostura propia del recinto histórico ya que abre su fachada principal a un amplio espacio abierto que le proporciona realce, potenciando su escala serena, la plaza y jardín, cerrados por una verja que data de 1876 de singular factura, que lo separa de la calle Duquesa Villahermosa. 
La fachada del palacio se articula en dos grandes cuerpos de ladrillo dispuestos en ángulo recto y coronados por la típica galería aragonesa de arquillos y alero de madera. Las grandes dimensiones del inmueble se deben a las ampliaciones que los Azlor llevaron a cabo, en especial tras alcanzar a fines del siglo XVII y comienzos del XVIII un apogeo.
Sobre la escalera principal se halla un artesonado de madera policromada construido en tramos de tablillas y viguetas que data de finales del siglo XIV.

## Historia
Los Condes de Guara proceden del linaje aragonés de Foces, cuyo nombre cambió a Azlor en el siglo XII. 
Los Azlor acompañaron a Pedro I en la famosa Batalla de Alcoraz tras la cual el rey de Aragón conquistó la ciudad. Fue entonces cuando el señor de Panzano, un Azlor, se instaló en la ciudad conquistada y puso casa en el solar del hoy llamado Palacio de los Condes de Guara, que lo fueron en el siglo XVII. En el siglo XIX, la Casa de Guara se unió a la de Villahermosa, viniendo de ahí su nombre actual.
El 21 de octubre de 1926 fue cedido por la duquesa María Pilar Azlor de Aragón y Guillamas al colegio San Viator de Huesca, siendo entonces cuando durante las reformas llevadas a cabo para acondicionar el lugar fue tapado el alfarje, si es que no había sido antes, tras lo cual se usó como centro educativo hasta el 22 de octubre de 1983. Más tarde, entre los años 1979 y 1987, el Instituto de Estudios Altoaragoneses se instaló en el edificio y en el 1985 el colegio de San Viator dejó de usar el edificio, quedando sin uso.
Hasta su reciente restauración, permaneció en mal estado y semi-abandonado. El palacio fue adquirido por Ibercaja en 1999 en estado de ruina, ha necesitado, no sólo una decidida actuación en la fachada a base de una compleja operación técnica y artesanal, sino una reconstrucción total del interior, que dotara al conjunto de nueva funcionalidad. Desde diciembre del año 2005 funciona como centro cultural de la entidad bancaria en Huesca.
En la planta baja se encuentra la Sala de Exposiciones y la Sala de Estudio y en las diferentes plantas existen áreas de consulta, nuevas tecnologías así como talleres artísticos y de restauración.